# Where Greater Men Have Fallen
Where Greater Men Have Fallen è l'ottavo album in studio del gruppo musicale pagan metal irlandese Primordial, pubblicato nel 2014.

## Tracce
1. Where Greater Men Have Fallen – 8:06 (musica: Micheál O'Floinn)
2. Babel's Tower – 8:15 (musica: Ciáran MacUiliam)
3. Come the Flood – 7:16 (musica: MacUiliam)
4. The Seed of Tyrants – 5:32 (musica: MacUiliam)
5. Ghosts of the Charnel House – 7:29 (musica: Pól MacAmlaigh)
6. The Alchemist's Head – 6:08 (musica: MacUiliam)
7. Born to Night – 8:55 (musica: MacUiliam)
8. Wield Lightning to Split the Sun – 7:04 (musica: MacUiliam)

## Formazione
- A.A. Nemtheanga – voce
- Ciáran MacUiliam – chitarra
- M. O'Floinn – chitarra
- Pól MacAmlaigh – basso
- Simon O'Laoghaire – batteria